# Joaquín Vilumbrales (métro de Madrid)
Joaquín Vilumbrales est une station de la ligne 10 du métro de Madrid. Elle est située sous l'avenue de la Liberté, à Alcorcón, dans la communauté de Madrid.

## Situation sur le réseau
Établie en souterrain, la station Joaquín Vilumbrales est située sur la ligne 10 du métro de Madrid, entre Aviación Española et le terminus sud de Puerta del Sur.

## Histoire
La station est inaugurée le 11 avril 2003, à l'occasion du prolongement de la ligne vers Alcorcón.